# 昌谷忠 (実業家)
昌谷 忠（さかや ただし、1909年10月3日 - 1991年11月27日）は、日本の経営者。ダイセル化学工業社長、会長を務めた。東京都出身。

## 経歴・人物
1933年に東京帝国大学経済学部を卒業し、同年に三井銀行に入行。1965年に常務、1969年に専務を経て、1971年1月にダイセル化学工業社長に就任。1979年9月に会長を経て、1987年に相談役に就任。
1981年に勲二等瑞宝章を受章。
1991年11月27日、動脈硬化症のために死去。82歳没。